# Loyalist Volunteer Force
La Loyalist Volunteer Force (LVF, en català Força voluntària lleialista) és un grup paramilitar lleialista d'Irlanda del Nord.
Es va formar d'una escissió de la brigada de l'Ulster de l'UVF, liderada per Billy Wright en 1996, en reacció a la crida a dipositar les armes. Es troba a la Llista d'Organitzacions Terroristes Estrangeres del Departament d'Estat dels EUA, i a la llista d'organitzacions considerades com terroristes del govern del Canadà. i del Regne Unit (a partir del juny del 1997) i fins al 2009 també ho estava a les de la Unió Europea però el 2010 ja no hi apareixia.
El grup va ser responsable de 18 homicidis. El 27 de desembre de 1997, el seu líder, Billy Wright, llavors empresonat a Maze, va ser assassinat per tres membres de l'Irish National Liberation Army (Christopher "Crip" McWilliams, John Glennon i John Kennaway). En resposta a aquest assassinat, 10 irlandesos catòlics van ser morts per l'LVF i l'UFF. El maig de 1998, l'organització va declarar un alto el foc i va ser la primera a lliurar les armes, no obstant això, les seves accions es van reprendre amb el nom Red Hand Defenders.